# 卡德爾·德西雷·韋德拉奧果
卡德爾·德西雷·韋德拉奧果（英語：Kadré Désiré Ouédraogo，1953年12月31日—）是布吉納法索政治人物。

## 生平
在1996年2月6日至2000年11月7日期間擔任過布吉納法索總理。而自2012年開始，他則持續擔任西非國家經濟共同體委員會主席。

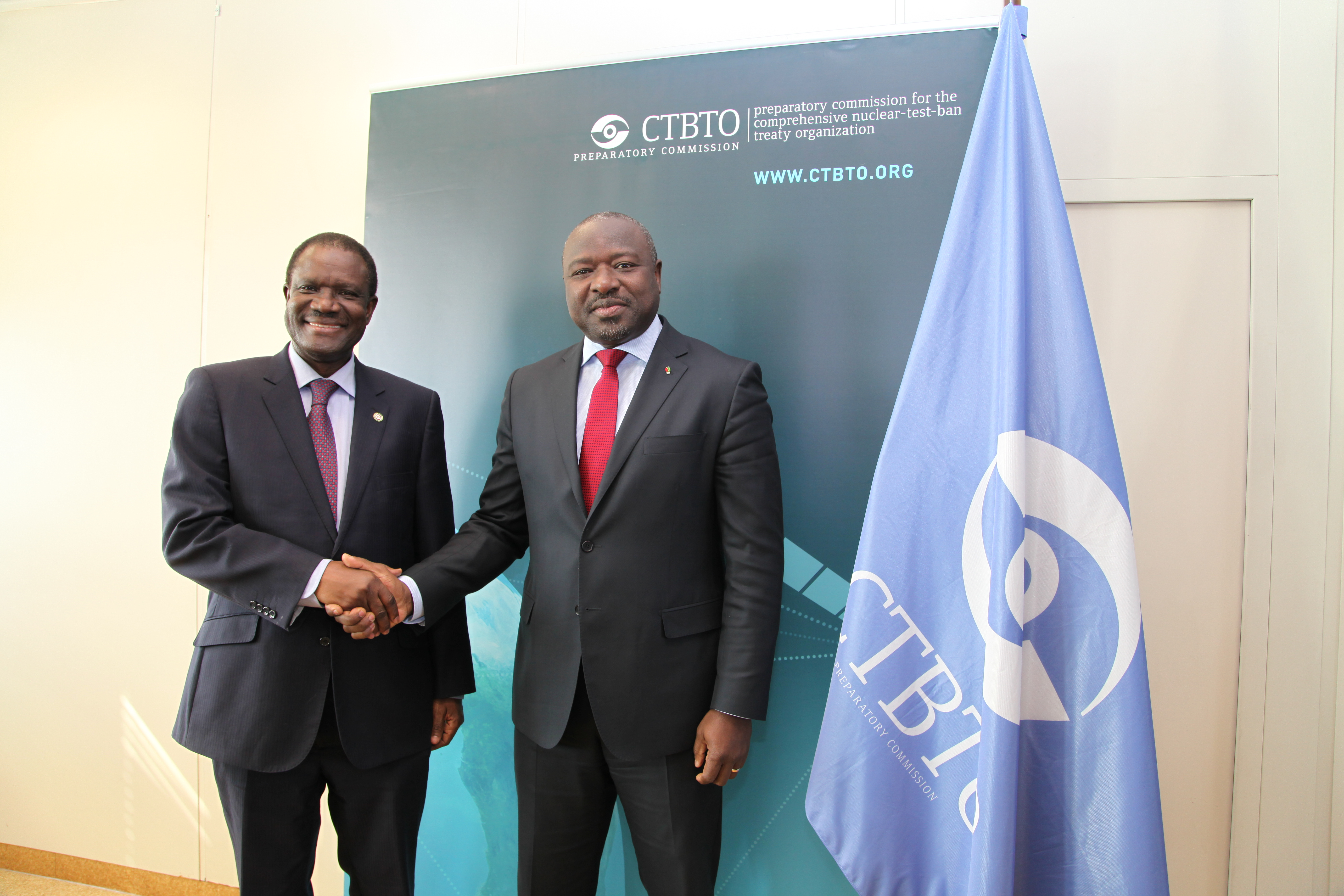